# Coupe du monde de football juniors 2001
Navigation
Nigéria 1999 Émirats arabes unis 2003
La Coupe du monde de football juniors 2001 est la 13e édition de la Coupe du monde de football des moins de 20 ans. Elle est organisée par l'Argentine du 17 juin au 8 juillet 2001. Vingt-quatre équipes des différentes confédérations prennent part à la compétition, qualifiées par le biais des championnats continentaux. Seuls les joueurs nés après le 1er janvier 1981 peuvent participer à la compétition.
Dix ans après le Portugal, l'Argentine devient la deuxième équipe à remporter la compétition à domicile. Elle remporte là son 4e titre, le troisième en 6 ans, en disposant en finale du Ghana qui disputait sa deuxième finale après celle, déjà perdue, en 1993. Les Argentins, emmenés par Javier Saviola, meilleur buteur du tournoi avec 11 buts et désigné meilleur joueur, dominent les débats durant toute la coupe du monde. Sept matchs, sept victoires, avec une attaque de feu puisque les Biancocelesti marquent 27 buts, un record. L'Afrique réalise une bonne prestation : outre la place de finaliste du Ghana, l'Égypte se hisse sur la 3e marche du podium, après avoir battu lors de la "petite finale" le Paraguay, une autre formation sud-américaine. Enfin, l'Angola, pour sa première participation termine première de son groupe avant de se faire éliminer en huitièmes par les Pays-Bas.
L'Asie a dans son ensemble déçu : 2 ans après la finale disputée et perdue par le Japon, seule la Chine réussit à passer le premier tour, elle sera battue par le futur vainqueur, l'Argentine, non sans disputer le match le plus serré joué par les hommes de José Pekerman (défaite 2 buts à 1). L'Europe place 5 équipes en huitièmes, mais aucune ne passe les quarts de finale, tandis que la zone CONCACAF voit 2 de ses 4 équipes engagées (les États-Unis et le surprenant Costa Rica) échouer en huitièmes.
Une absence importante est à noter : celle du champion en titre, l'Espagne, qui n'a pas réussi à se qualifier par le biais du championnat d'Europe de la catégorie. Une statistique surprenante lors des matchs à élimination directe : aucun match n'a eu besoin des prolongations et a fortiori de tirs au but pour déterminer un vainqueur.

## Pays qualifiés
| Confédération              | Tournoi qualificatif                                                                     | Qualifié(s)                                         |
| -------------------------- | ---------------------------------------------------------------------------------------- | --------------------------------------------------- |
| AFC (Asie)                 | Coupe d'Asie des nations de football des moins de 19 ans 2000                            | Japon Chine Irak Iran                               |
| CAF (Afrique)              | Coupe d'Afrique des nations junior 2001                                                  | Angola Ghana Égypte Éthiopie                        |
| CONCACAF                   | Championnat d'Amérique du Nord, centrale et Caraïbe de football des moins de 20 ans 2001 | Costa Rica Jamaïque États-Unis Canada               |
| CONMEBOL (Amérique du Sud) | Championnat des moins de 20 ans de la CONMEBOL 2001                                      | Brésil Paraguay Chili Équateur                      |
| UEFA (Europe)              | Championnat d'Europe de football des moins de 19 ans 2000                                | Finlande Allemagne Tchéquie France Ukraine Pays-Bas |
| OFC (Océanie)              | Championnat d'Océanie de football des moins de 20 ans 2001                               | Australie                                           |
| CONMEBOL                   | Qualifié d'office en tant que pays hôte                                                  | Argentine                                           |

## Stades
| Ville         | Nom du stade                      | Capacité |
| ------------- | --------------------------------- | -------- |
| Buenos Aires  | Estadio José Amalfitani           | 49 540   |
| Cordoba       | Estadio Olímpico Chateau Carreras | 46 083   |
| Mendoza       | Estadio Malvinas Argentinas       | 48 000   |
| Rosario       | Estadio Newell's Old Boys         | 38 095   |
| Salta         | Estadio Padre Ernesto Martearena  | 20 408   |
| Mar del Plata | Stade José Maria Minella          | 35 354   |

## Phase de groupes
Les 24 participants sont répartis pour le premier tour dans 6 groupes de 4 équipes. Les deux premiers de chaque groupe sont qualifiés pour les huitièmes de finale, ainsi que les 4 meilleurs troisièmes.

### Groupe A
| Classement final |           |     |   |   |   |   |    |    |      |
|                  | Équipe    | Pts | J | G | N | P | BP | BC | Diff |
| 1                | Argentine | 9   | 3 | 3 | 0 | 0 | 14 | 2  | +12  |
| 2                | Égypte    | 4   | 3 | 1 | 1 | 1 | 3  | 8  | -5   |
| 3                | Finlande  | 3   | 3 | 1 | 0 | 2 | 2  | 4  | -2   |
| 4                | Jamaïque  | 1   | 3 | 0 | 1 | 2 | 1  | 6  | -5   |

| 17 juin | Argentine | 2 | 0 | Finlande |
| 17 juin | Égypte    | 0 | 0 | Jamaïque |
| 20 juin | Finlande  | 1 | 0 | Jamaïque |
| 20 juin | Argentine | 7 | 1 | Égypte   |
| 23 juin | Argentine | 5 | 1 | Jamaïque |
| 23 juin | Égypte    | 2 | 1 | Finlande |

1re journée
| 17 juin 2001 | Argentine                        | 2 - 0 | Finlande | Estadio José Amalfitani, Buenos Aires       |                                             |
| 14:00        | Rodríguez 38e · D'Alessandro 67e |       |          | Spectateurs : 24 000 Arbitrage : Sun Baojie | Spectateurs : 24 000 Arbitrage : Sun Baojie |
| 14:00        | (Rapport)                        |       |          | Spectateurs : 24 000 Arbitrage : Sun Baojie | Spectateurs : 24 000 Arbitrage : Sun Baojie |

| 17 juin 2001 | Égypte    | 0 - 0 | Jamaïque | Estadio José Amalfitani, Buenos Aires      |                                            |
| 16:45        |           |       |          | Spectateurs : 2 000 Arbitrage : Guido Aros | Spectateurs : 2 000 Arbitrage : Guido Aros |
| 16:45        | (Rapport) |       |          | Spectateurs : 2 000 Arbitrage : Guido Aros | Spectateurs : 2 000 Arbitrage : Guido Aros |

2e journée
| 20 juin 2001 | Finlande     | 1 - 0 | Jamaïque | Estadio José Amalfitani, Buenos Aires          |                                                |
| 14:00        | Väyrynen 87e |       |          | Spectateurs : 4 000 Arbitrage : Shamsul Maidin | Spectateurs : 4 000 Arbitrage : Shamsul Maidin |
| 14:00        | (Rapport)    |       |          | Spectateurs : 4 000 Arbitrage : Shamsul Maidin | Spectateurs : 4 000 Arbitrage : Shamsul Maidin |

| 20 juin 2001 | Argentine                                                                                    | 7 - 1 | Égypte       | Estadio José Amalfitani, Buenos Aires        |                                              |
| 16:45        | Saviola 7e, 15e, 44e (pen.) · Coloccini 20e · Romagnoli 55e · Rodríguez 64e · Amin 67e (csc) |       | El Yamani 5e | Spectateurs : 25 000 Arbitrage : Alain Hamer | Spectateurs : 25 000 Arbitrage : Alain Hamer |
| 16:45        | (Rapport)                                                                                    |       |              | Spectateurs : 25 000 Arbitrage : Alain Hamer | Spectateurs : 25 000 Arbitrage : Alain Hamer |

3e journée
| 23 juin 2001 | Argentine                                         | 5 - 1 | Jamaïque    | Estadio José Amalfitani, Buenos Aires            |                                                  |
| 14:00        | Coloccini 3e · Saviola 7e, 86e · Herrera 14e, 38e |       | Dawkins 78e | Spectateurs : 27 000 Arbitrage : Naser Al Hamdan | Spectateurs : 27 000 Arbitrage : Naser Al Hamdan |
| 14:00        | (Rapport)                                         |       |             | Spectateurs : 27 000 Arbitrage : Naser Al Hamdan | Spectateurs : 27 000 Arbitrage : Naser Al Hamdan |

| 23 juin 2001 | Égypte               | 2 - 1 | Finlande    | Estadio José Amalfitani, Buenos Aires                    |                                                          |
| 16:45        | Hamza 10e · Riad 62e |       | Sjölund 74e | Spectateurs : 3 000 Arbitrage : Wilson de Souza Mendonça | Spectateurs : 3 000 Arbitrage : Wilson de Souza Mendonça |
| 16:45        | (Rapport)            |       |             | Spectateurs : 3 000 Arbitrage : Wilson de Souza Mendonça | Spectateurs : 3 000 Arbitrage : Wilson de Souza Mendonça |

### Groupe B
| Classement final |           |     |   |   |   |   |    |    |      |
|                  | Équipe    | Pts | J | G | N | P | BP | BC | Diff |
| 1                | Brésil    | 9   | 3 | 3 | 0 | 0 | 10 | 1  | +9   |
| 2                | Allemagne | 6   | 3 | 2 | 0 | 1 | 7  | 3  | +4   |
| 3                | Irak      | 3   | 3 | 1 | 0 | 2 | 5  | 9  | -4   |
| 4                | Canada    | 0   | 3 | 0 | 0 | 3 | 0  | 9  | -9   |

| 17 juin | Brésil    | 2 | 0 | Allemagne |
| 17 juin | Irak      | 3 | 0 | Canada    |
| 20 juin | Allemagne | 4 | 0 | Canada    |
| 20 juin | Brésil    | 6 | 1 | Irak      |
| 23 juin | Brésil    | 2 | 0 | Canada    |
| 23 juin | Allemagne | 3 | 1 | Irak      |

1re journée
| 17 juin 2001 | Brésil         | 2 - 0 | Allemagne | Estadio Olímpico Chateau Carreras, Cordoba  |                                             |
| 14 :00       | Robert 9e, 11e |       |           | Spectateurs : 5 100 Arbitrage : Kevin Stott | Spectateurs : 5 100 Arbitrage : Kevin Stott |
| 14 :00       | (Rapport)      |       |           | Spectateurs : 5 100 Arbitrage : Kevin Stott | Spectateurs : 5 100 Arbitrage : Kevin Stott |

| 17 juin 2001 | Irak                                     | 3 - 0 | Canada | Estadio Olímpico Chateau Carreras, Cordoba   |                                              |
| 16:45        | Mohammed 21e · Siamand 33e · Hanoosh 43e |       |        | Spectateurs : 5 100 Arbitrage : Coffi Codjia | Spectateurs : 5 100 Arbitrage : Coffi Codjia |
| 16:45        | (Rapport)                                |       |        | Spectateurs : 5 100 Arbitrage : Coffi Codjia | Spectateurs : 5 100 Arbitrage : Coffi Codjia |

2e journée
| 20 juin 2001 | Allemagne                       | 4 - 0 | Canada | Estadio Olímpico Chateau Carreras, Cordoba         |                                                    |
| 14:00        | Auer 18e, 67e, 70e · Preuss 83e |       |        | Spectateurs : 1 000 Arbitrage : Hailemelak Tessema | Spectateurs : 1 000 Arbitrage : Hailemelak Tessema |
| 14:00        | (Rapport)                       |       |        | Spectateurs : 1 000 Arbitrage : Hailemelak Tessema | Spectateurs : 1 000 Arbitrage : Hailemelak Tessema |

| 20 juin 2001 | Brésil                                                              | 6 - 1 | Irak         | Estadio Olímpico Chateau Carreras, Cordoba      |                                                 |
| 16:45        | Fernando 8e (pen.) · Pinga 13e · Robert 27e, 72e · Adriano 29e, 45e |       | Mohammed 82e | Spectateurs : 1 000 Arbitrage : Sorin Corpodean | Spectateurs : 1 000 Arbitrage : Sorin Corpodean |
| 16:45        | (Rapport)                                                           |       |              | Spectateurs : 1 000 Arbitrage : Sorin Corpodean | Spectateurs : 1 000 Arbitrage : Sorin Corpodean |

3e journée
| 23 juin 2001 | Brésil                   | 2 - 0 | Canada | Estadio Olímpico Chateau Carreras, Cordoba       |                                                  |
| 14:00        | Adriano 21e · Robert 65e |       |        | Spectateurs : 1 500 Arbitrage : Jagdeesh Bhimull | Spectateurs : 1 500 Arbitrage : Jagdeesh Bhimull |
| 14:00        | (Rapport)                |       |        | Spectateurs : 1 500 Arbitrage : Jagdeesh Bhimull | Spectateurs : 1 500 Arbitrage : Jagdeesh Bhimull |

| 23 juin 2001 | Allemagne                                | 3 - 1 | Irak                  | Estadio Olímpico Chateau Carreras, Cordoba    |                                               |
| 16:45        | Preuss 40e · Munaim 60e (csc) · Auer 65e |       | Lapaczinski 37e (csc) | Spectateurs : 2 000 Arbitrage : Hicham Guirat | Spectateurs : 2 000 Arbitrage : Hicham Guirat |
| 16:45        | (Rapport)                                |       |                       | Spectateurs : 2 000 Arbitrage : Hicham Guirat | Spectateurs : 2 000 Arbitrage : Hicham Guirat |

### Groupe C
| Classement final |            |     |   |   |   |   |    |    |      |
|                  | Équipe     | Pts | J | G | N | P | BP | BC | Diff |
| 1                | Ukraine    | 5   | 3 | 1 | 2 | 0 | 5  | 3  | +2   |
| 2                | États-Unis | 4   | 3 | 1 | 1 | 1 | 5  | 3  | +2   |
| 3                | Chine      | 4   | 3 | 1 | 1 | 1 | 1  | 1  | 0    |
| 4                | Chili      | 3   | 3 | 1 | 0 | 2 | 4  | 8  | -4   |

| 17 juin | États-Unis | 0 | 1 | Chine      |
| 17 juin | Ukraine    | 4 | 2 | Chili      |
| 20 juin | Ukraine    | 0 | 0 | Chine      |
| 20 juin | États-Unis | 4 | 2 | Chili      |
| 23 juin | Ukraine    | 1 | 1 | États-Unis |
| 23 juin | Chine      | 0 | 1 | Chili      |

1re journée
| 17 juin 2001 | États-Unis | 0 - 1 | Chine     | Estadio Malvinas Argentinas, Mendoza          |                                               |
| 14:00        |            |       | Qu Bo 50e | Spectateurs : 7 500 Arbitrage : Hicham Guirat | Spectateurs : 7 500 Arbitrage : Hicham Guirat |
| 14:00        | (Rapport)  |       |           | Spectateurs : 7 500 Arbitrage : Hicham Guirat | Spectateurs : 7 500 Arbitrage : Hicham Guirat |

| 17 juin 2001 | Ukraine                                           | 4 - 2 | Chili                    | Estadio Malvinas Argentinas, Mendoza            |                                                 |
| 16:45        | Byelik 14e, 50e · Oyarzun 36e (csc) · Valeyev 78e |       | Millar 38e · Pardo 90+2e | Spectateurs : 7 500 Arbitrage : Naser Al Hamdan | Spectateurs : 7 500 Arbitrage : Naser Al Hamdan |
| 16:45        | (Rapport)                                         |       |                          | Spectateurs : 7 500 Arbitrage : Naser Al Hamdan | Spectateurs : 7 500 Arbitrage : Naser Al Hamdan |

2e journée
| 20 juin 2001 | Ukraine   | 0 - 0 | Chine | Estadio Malvinas Argentinas, Mendoza             |                                                  |
| 14:00        |           |       |       | Spectateurs : 3 500 Arbitrage : Jagdeesh Bhimull | Spectateurs : 3 500 Arbitrage : Jagdeesh Bhimull |
| 14:00        | (Rapport) |       |       | Spectateurs : 3 500 Arbitrage : Jagdeesh Bhimull | Spectateurs : 3 500 Arbitrage : Jagdeesh Bhimull |

| 20 juin 2001 | États-Unis                               | 4 - 2 | Chili      | Estadio Malvinas Argentinas, Mendoza           |                                                |
| 16:45        | Beasley 6e, 40e · Davis 69e · Buddle 75e |       | Valdés 28e | Spectateurs : 5 500 Arbitrage : Claudio Martin | Spectateurs : 5 500 Arbitrage : Claudio Martin |
| 16:45        | (Rapport)                                |       |            | Spectateurs : 5 500 Arbitrage : Claudio Martin | Spectateurs : 5 500 Arbitrage : Claudio Martin |

3e journée
| 23 juin 2001 | Ukraine    | 1 - 1 | États-Unis | Estadio Malvinas Argentinas, Mendoza            |                                                 |
| 14:00        | Stoyan 89e |       | Arena 39e  | Spectateurs : 7 000 Arbitrage : Carlos Amarilla | Spectateurs : 7 000 Arbitrage : Carlos Amarilla |
| 14:00        | (Rapport)  |       |            | Spectateurs : 7 000 Arbitrage : Carlos Amarilla | Spectateurs : 7 000 Arbitrage : Carlos Amarilla |

| 10 juin 2001 | Chine     | 0 - 1 | Chili       | Estadio Malvinas Argentinas, Mendoza         |                                              |
| 16:45        |           |       | Berrios 87e | Spectateurs : 8 000 Arbitrage : Coffi Codjia | Spectateurs : 8 000 Arbitrage : Coffi Codjia |
| 16:45        | (Rapport) |       |             | Spectateurs : 8 000 Arbitrage : Coffi Codjia | Spectateurs : 8 000 Arbitrage : Coffi Codjia |

### Groupe D
| Classement final |           |     |   |   |   |   |    |    |      |
|                  | Équipe    | Pts | J | G | N | P | BP | BC | Diff |
| 1                | Angola    | 5   | 3 | 1 | 2 | 0 | 3  | 2  | +1   |
| 2                | Tchéquie  | 4   | 3 | 1 | 1 | 1 | 3  | 3  | 0    |
| 3                | Australie | 4   | 3 | 1 | 1 | 1 | 3  | 4  | -1   |
| 4                | Japon     | 3   | 3 | 1 | 0 | 2 | 4  | 4  | 0    |

| 18 juin | Angola    | 0 | 0 | Tchéquie  |
| 18 juin | Australie | 2 | 0 | Japon     |
| 21 juin | Tchéquie  | 3 | 0 | Australie |
| 21 juin | Angola    | 2 | 1 | Japon     |
| 24 juin | Angola    | 1 | 1 | Australie |
| 24 juin | Tchéquie  | 0 | 3 | Japon     |

1re journée
| 18 juin 2001 | Angola    | 0 - 0 | Tchéquie | Estadio Newell's Old Boys, Rosario          |                                             |
| 14:00        |           |       |          | Spectateurs : 1 500 Arbitrage : José Pineda | Spectateurs : 1 500 Arbitrage : José Pineda |
| 14:00        | (Rapport) |       |          | Spectateurs : 1 500 Arbitrage : José Pineda | Spectateurs : 1 500 Arbitrage : José Pineda |

| 18 juin 2001 | Australie                    | 2 - 0 | Japon | Estadio Newell's Old Boys, Rosario           |                                              |
| 16:45        | Haneda 59e (csc) · Owens 69e |       |       | Spectateurs : 5 000 Arbitrage : Orhan Edemir | Spectateurs : 5 000 Arbitrage : Orhan Edemir |
| 16:45        | (Rapport)                    |       |       | Spectateurs : 5 000 Arbitrage : Orhan Edemir | Spectateurs : 5 000 Arbitrage : Orhan Edemir |

2e journée
| 21 juin 2001 | Tchéquie                        | 3 - 0 | Australie | Estadio Newell's Old Boys, Rosario              |                                                 |
| 14:00        | Musil 27e · Jun 30e · Macek 47e |       |           | Spectateurs : 1 200 Arbitrage : Carlos Amarilla | Spectateurs : 1 200 Arbitrage : Carlos Amarilla |
| 14:00        | (Rapport)                       |       |           | Spectateurs : 1 200 Arbitrage : Carlos Amarilla | Spectateurs : 1 200 Arbitrage : Carlos Amarilla |

| 21 juin 2001 | Angola                   | 2 - 1 | Japon      | Estadio Newell's Old Boys, Rosario                     |                                                        |
| 16:45        | Mendonça 9e · Rascas 81e |       | Yamase 61e | Spectateurs : 2 000 Arbitrage : Manuel Mejuto Gonzalez | Spectateurs : 2 000 Arbitrage : Manuel Mejuto Gonzalez |
| 16:45        | (Rapport)                |       |            | Spectateurs : 2 000 Arbitrage : Manuel Mejuto Gonzalez | Spectateurs : 2 000 Arbitrage : Manuel Mejuto Gonzalez |

3e journée
| 24 juin 2001 | Angola        | 1 - 1 | Australie        | Estadio Newell's Old Boys, Rosario          |                                             |
| 14:00        | Mantorras 12e |       | Owens 82e (pen.) | Spectateurs : 3 500 Arbitrage : Alain Hamer | Spectateurs : 3 500 Arbitrage : Alain Hamer |
| 14:00        | (Rapport)     |       |                  | Spectateurs : 3 500 Arbitrage : Alain Hamer | Spectateurs : 3 500 Arbitrage : Alain Hamer |

| 24 juin 2001 | Tchéquie  | 0 - 3 | Japon                                  | Estadio Newell's Old Boys, Rosario          |                                             |
| 16:45        |           |       | Morisaki 74e · Yamase 80e · Tahara 87e | Spectateurs : 8 500 Arbitrage : Kevin Stott | Spectateurs : 8 500 Arbitrage : Kevin Stott |
| 16:45        | (Rapport) |       |                                        | Spectateurs : 8 500 Arbitrage : Kevin Stott | Spectateurs : 8 500 Arbitrage : Kevin Stott |

### Groupe E
| Classement final |            |     |   |   |   |   |    |    |      |
|                  | Équipe     | Pts | J | G | N | P | BP | BC | Diff |
| 1                | Costa Rica | 9   | 3 | 3 | 0 | 0 | 7  | 2  | +5   |
| 2                | Équateur   | 4   | 3 | 1 | 1 | 1 | 3  | 3  | 0    |
| 3                | Pays-Bas   | 4   | 3 | 1 | 1 | 1 | 5  | 6  | -1   |
| 4                | Éthiopie   | 0   | 3 | 0 | 0 | 3 | 4  | 8  | -4   |

| 18 juin | Équateur   | 2 | 1 | Éthiopie |
| 18 juin | Costa Rica | 3 | 1 | Pays-Bas |
| 21 juin | Costa Rica | 3 | 1 | Éthiopie |
| 21 juin | Équateur   | 1 | 1 | Pays-Bas |
| 24 juin | Costa Rica | 1 | 0 | Équateur |
| 24 juin | Pays-Bas   | 3 | 2 | Éthiopie |

1re journée
| 18 juin 2001 | Équateur              | 2 - 1 | Éthiopie       | Estadio Padre Ernesto Martearena, Salta      |                                              |
| 14:00        | Miña 25e · Guagua 63e |       | Andargachew 4e | Spectateurs : 14 000 Arbitrage : Mark Shield | Spectateurs : 14 000 Arbitrage : Mark Shield |
| 14:00        | (Rapport)             |       |                | Spectateurs : 14 000 Arbitrage : Mark Shield | Spectateurs : 14 000 Arbitrage : Mark Shield |

| 18 juin 2001 | Costa Rica                   | 3 - 1 | Pays-Bas  | Estadio Padre Ernesto Martearena, Salta               |                                                       |
| 16:45        | Montero 38e · Parks 48e, 54e |       | Hersi 63e | Spectateurs : 14 000 Arbitrage : Abdullhakim Shelmani | Spectateurs : 14 000 Arbitrage : Abdullhakim Shelmani |
| 16:45        | (Rapport)                    |       |           | Spectateurs : 14 000 Arbitrage : Abdullhakim Shelmani | Spectateurs : 14 000 Arbitrage : Abdullhakim Shelmani |

2e journée
| 21 juin 2001 | Costa Rica                | 3 - 1 | Éthiopie       | Estadio Padre Ernesto Martearena, Salta         |                                                 |
| 14:00        | Parks 8e, 49e · Scott 61e |       | Yordanos 90+2e | Spectateurs : 10 000 Arbitrage : Thomas McCurry | Spectateurs : 10 000 Arbitrage : Thomas McCurry |
| 14:00        | (Rapport)                 |       |                | Spectateurs : 10 000 Arbitrage : Thomas McCurry | Spectateurs : 10 000 Arbitrage : Thomas McCurry |

| 21 juin 2001 | Équateur   | 1 - 1 | Pays-Bas  | Estadio Padre Ernesto Martearena, Salta        |                                                |
| 16:45        | Vargas 85e |       | Colin 21e | Spectateurs : 10 000 Arbitrage : Toru Kamikawa | Spectateurs : 10 000 Arbitrage : Toru Kamikawa |
| 16:45        | (Rapport)  |       |           | Spectateurs : 10 000 Arbitrage : Toru Kamikawa | Spectateurs : 10 000 Arbitrage : Toru Kamikawa |

3e journée
| 24 juin 2001 | Costa Rica    | 1 - 0 | Équateur | Estadio Padre Ernesto Martearena, Salta      |                                              |
| 14:00        | Hernandez 85e |       |          | Spectateurs : 15 000 Arbitrage : Terje Hauge | Spectateurs : 15 000 Arbitrage : Terje Hauge |
| 14:00        | (Rapport)     |       |          | Spectateurs : 15 000 Arbitrage : Terje Hauge | Spectateurs : 15 000 Arbitrage : Terje Hauge |

| 24 juin 2001 | Pays-Bas                             | 3 - 2 | Éthiopie                             | Estadio Padre Ernesto Martearena, Salta               |                                                       |
| 16:45        | Kolk 22e · Hersi 41e · Huntelaar 78e |       | Zewdu 52e (pen.) · Andargachew 90+2e | Spectateurs : 17 000 Arbitrage : Abdullhakim Shelmani | Spectateurs : 17 000 Arbitrage : Abdullhakim Shelmani |
| 16:45        | (Rapport)                            |       |                                      | Spectateurs : 17 000 Arbitrage : Abdullhakim Shelmani | Spectateurs : 17 000 Arbitrage : Abdullhakim Shelmani |

### Groupe F
| Classement final |          |     |   |   |   |   |    |    |      |
|                  | Équipe   | Pts | J | G | N | P | BP | BC | Diff |
| 1                | Ghana    | 7   | 3 | 2 | 1 | 0 | 3  | 1  | +2   |
| 2                | France   | 5   | 3 | 1 | 2 | 0 | 7  | 2  | +5   |
| 3                | Paraguay | 4   | 3 | 1 | 1 | 1 | 5  | 4  | +1   |
| 4                | Iran     | 0   | 3 | 0 | 0 | 3 | 0  | 8  | -8   |

| 18 juin | Ghana    | 2 | 1 | Paraguay |
| 18 juin | France   | 5 | 0 | Iran     |
| 21 juin | France   | 2 | 2 | Paraguay |
| 21 juin | Ghana    | 1 | 0 | Iran     |
| 24 juin | Ghana    | 0 | 0 | France   |
| 24 juin | Paraguay | 2 | 0 | Iran     |

1re journée
| 18 juin 2001 | Ghana                    | 2 - 1 | Paraguay   | Stade José Maria Minella, Mar del Plata     |                                             |
| 14:00        | Essien 58e · Boateng 63e |       | Guzman 69e | Spectateurs : 2 000 Arbitrage : Terje Hauge | Spectateurs : 2 000 Arbitrage : Terje Hauge |
| 14:00        | (Rapport)                |       |            | Spectateurs : 2 000 Arbitrage : Terje Hauge | Spectateurs : 2 000 Arbitrage : Terje Hauge |

| 18 juin 2001 | France                                       | 5 - 0 | Iran | Stade José Maria Minella, Mar del Plata                  |                                                          |
| 16:45        | Bugnet 59e · Mexès 62e · Cissé 66e, 87e, 90e |       |      | Spectateurs : 4 500 Arbitrage : Wilson de Souza Mendonça | Spectateurs : 4 500 Arbitrage : Wilson de Souza Mendonça |
| 16:45        | (Rapport)                                    |       |      | Spectateurs : 4 500 Arbitrage : Wilson de Souza Mendonça | Spectateurs : 4 500 Arbitrage : Wilson de Souza Mendonça |

2e journée
| 21 juin 2001 | France                 | 2 - 2 | Paraguay                | Stade José Maria Minella, Mar del Plata     |                                             |
| 14:00        | Bugnet 10e · Cissé 48e |       | Fretes 53e · Devaca 72e | Spectateurs : 4 575 Arbitrage : Mark Shield | Spectateurs : 4 575 Arbitrage : Mark Shield |
| 14:00        | (Rapport)              |       |                         | Spectateurs : 4 575 Arbitrage : Mark Shield | Spectateurs : 4 575 Arbitrage : Mark Shield |

| 21 juin 2001 | Ghana       | 1 - 0 | Iran | Stade José Maria Minella, Mar del Plata     |                                             |
| 16:45        | Boateng 44e |       |      | Spectateurs : 3 950 Arbitrage : Alain Hamer | Spectateurs : 3 950 Arbitrage : Alain Hamer |
| 16:45        | (Rapport)   |       |      | Spectateurs : 3 950 Arbitrage : Alain Hamer | Spectateurs : 3 950 Arbitrage : Alain Hamer |

3e journée
| 24 juin 2001 | Ghana     | 0 - 0 | France | Stade José Maria Minella, Mar del Plata         |                                                 |
| 14:00        |           |       |        | Spectateurs : 13 000 Arbitrage : Claudio Martin | Spectateurs : 13 000 Arbitrage : Claudio Martin |
| 14:00        | (Rapport) |       |        | Spectateurs : 13 000 Arbitrage : Claudio Martin | Spectateurs : 13 000 Arbitrage : Claudio Martin |

| 24 juin 2001 | Paraguay                   | 2 - 0 | Iran | Stade José Maria Minella, Mar del Plata                |                                                        |
| 16:45        | Gonzalez 72e · Gimenez 89e |       |      | Spectateurs : 6 000 Arbitrage : Manuel Mejuto Gonzalez | Spectateurs : 6 000 Arbitrage : Manuel Mejuto Gonzalez |
| 16:45        | (Rapport)                  |       |      | Spectateurs : 6 000 Arbitrage : Manuel Mejuto Gonzalez | Spectateurs : 6 000 Arbitrage : Manuel Mejuto Gonzalez |

### Classement des troisièmes
Les quatre meilleurs troisièmes sont repêchés pour compléter le tableau des huitièmes de finale
| Classement |           |     |   |   |   |   |    |    |      |
|            | Équipe    | Pts | J | G | N | P | BP | BC | Diff |
| 1          | Paraguay  | 4   | 3 | 1 | 1 | 1 | 5  | 4  | +1   |
| 2          | Chine     | 4   | 3 | 1 | 1 | 1 | 1  | 1  | 0    |
| 3          | Pays-Bas  | 4   | 3 | 1 | 1 | 1 | 5  | 6  | -1   |
| 4          | Australie | 4   | 3 | 1 | 1 | 1 | 3  | 4  | -1   |
| 5          | Finlande  | 3   | 3 | 1 | 0 | 2 | 2  | 4  | -2   |
| 6          | Irak      | 3   | 3 | 1 | 0 | 2 | 5  | 9  | -4   |

## Phase à élimination directe
|  | Huitièmes de finale     | Huitièmes de finale    |           |   | Quarts de finale           | Quarts de finale           |  |  | Demi-finales             | Demi-finales             |  |  | Finale                   | Finale                   |
|  | Huitièmes de finale     | Huitièmes de finale    |           |   | Quarts de finale           | Quarts de finale           |  |  | Demi-finales             | Demi-finales             |  |  | Finale                   | Finale                   |
|  |                         |                        |           |   |                            |                            |  |  |                          |                          |  |  |                          |                          |
|  | 27 juin - Buenos Aires  | 27 juin - Buenos Aires |           |   | 1er juillet - Buenos Aires | 1er juillet - Buenos Aires |  |  | 4 juillet - Buenos Aires | 4 juillet - Buenos Aires |  |  | 8 juillet - Buenos Aires | 8 juillet - Buenos Aires |
|  | 27 juin - Buenos Aires  | 27 juin - Buenos Aires |           |   | 1er juillet - Buenos Aires | 1er juillet - Buenos Aires |  |  | 4 juillet - Buenos Aires | 4 juillet - Buenos Aires |  |  | 8 juillet - Buenos Aires | 8 juillet - Buenos Aires |
|  | Argentine               | 3                      |           |   | 1er juillet - Buenos Aires | 1er juillet - Buenos Aires |  |  | 4 juillet - Buenos Aires | 4 juillet - Buenos Aires |  |  | 8 juillet - Buenos Aires | 8 juillet - Buenos Aires |
|  | Argentine               | 3                      |           |   | 1er juillet - Buenos Aires | 1er juillet - Buenos Aires |  |  | 4 juillet - Buenos Aires | 4 juillet - Buenos Aires |  |  | 8 juillet - Buenos Aires | 8 juillet - Buenos Aires |
|  | Chine                   | 1                      |           |   | 1er juillet - Buenos Aires | 1er juillet - Buenos Aires |  |  | 4 juillet - Buenos Aires | 4 juillet - Buenos Aires |  |  | 8 juillet - Buenos Aires | 8 juillet - Buenos Aires |
|  | Chine                   | 1                      | Argentine | 3 |                            |                            |  |  | 4 juillet - Buenos Aires | 4 juillet - Buenos Aires |  |  | 8 juillet - Buenos Aires | 8 juillet - Buenos Aires |
|  | 27 juin - Cordoba       |                        | Argentine | 3 |                            |                            |  |  | 4 juillet - Buenos Aires | 4 juillet - Buenos Aires |  |  | 8 juillet - Buenos Aires | 8 juillet - Buenos Aires |
|  |                         | France                 | 1         |   |                            |                            |  |  | 4 juillet - Buenos Aires | 4 juillet - Buenos Aires |  |  | 8 juillet - Buenos Aires | 8 juillet - Buenos Aires |
|  | France                  | France                 | 1         | 3 |                            |                            |  |  | 4 juillet - Buenos Aires | 4 juillet - Buenos Aires |  |  | 8 juillet - Buenos Aires | 8 juillet - Buenos Aires |
|  | France                  | 1er juillet - Mendoza  |           | 3 |                            |                            |  |  | 4 juillet - Buenos Aires | 4 juillet - Buenos Aires |  |  | 8 juillet - Buenos Aires | 8 juillet - Buenos Aires |
|  | Allemagne               | 2                      |           |   |                            |                            |  |  | 4 juillet - Buenos Aires | 4 juillet - Buenos Aires |  |  | 8 juillet - Buenos Aires | 8 juillet - Buenos Aires |
|  | Allemagne               | 2                      | Argentine | 5 |                            |                            |  |  |                          |                          |  |  | 8 juillet - Buenos Aires | 8 juillet - Buenos Aires |
|  | 28 juin - Mendoza       |                        | Argentine | 5 |                            |                            |  |  |                          |                          |  |  | 8 juillet - Buenos Aires | 8 juillet - Buenos Aires |
|  |                         | Paraguay               | 0         |   |                            |                            |  |  |                          |                          |  |  | 8 juillet - Buenos Aires | 8 juillet - Buenos Aires |
|  | Paraguay                | Paraguay               | 0         | 2 |                            |                            |  |  |                          |                          |  |  | 8 juillet - Buenos Aires | 8 juillet - Buenos Aires |
|  | Paraguay                | 4 juillet - Cordoba    |           | 2 |                            |                            |  |  |                          |                          |  |  | 8 juillet - Buenos Aires | 8 juillet - Buenos Aires |
|  | Ukraine                 | 1                      |           |   |                            |                            |  |  |                          |                          |  |  | 8 juillet - Buenos Aires | 8 juillet - Buenos Aires |
|  | Ukraine                 | 1                      | Paraguay  | 1 |                            |                            |  |  |                          |                          |  |  | 8 juillet - Buenos Aires | 8 juillet - Buenos Aires |
|  | 28 juin - Salta         |                        | Paraguay  | 1 |                            |                            |  |  |                          |                          |  |  | 8 juillet - Buenos Aires | 8 juillet - Buenos Aires |
|  |                         | Tchéquie               | 0         |   |                            |                            |  |  |                          |                          |  |  | 8 juillet - Buenos Aires | 8 juillet - Buenos Aires |
|  | Tchéquie                | Tchéquie               | 0         | 2 |                            |                            |  |  |                          |                          |  |  | 8 juillet - Buenos Aires | 8 juillet - Buenos Aires |
|  | Tchéquie                | 1er juillet - Cordoba  |           | 2 |                            |                            |  |  |                          |                          |  |  | 8 juillet - Buenos Aires | 8 juillet - Buenos Aires |
|  | Costa Rica              | 1                      |           |   |                            |                            |  |  |                          |                          |  |  | 8 juillet - Buenos Aires | 8 juillet - Buenos Aires |
|  | Costa Rica              | 1                      | Argentine | 3 |                            |                            |  |  |                          |                          |  |  |                          |                          |
|  | 28 juin - Mar del Plata |                        | Argentine | 3 |                            |                            |  |  |                          |                          |  |  |                          |                          |
|  |                         | Ghana                  | 0         |   |                            |                            |  |  |                          |                          |  |  |                          |                          |
|  | Ghana                   | Ghana                  | 0         | 1 |                            |                            |  |  |                          |                          |  |  |                          |                          |
|  | Ghana                   |                        |           | 1 |                            |                            |  |  |                          |                          |  |  |                          |                          |
|  | Équateur                | 0                      |           |   |                            |                            |  |  |                          |                          |  |  |                          |                          |
|  | Équateur                | 0                      | Ghana     | 2 |                            |                            |  |  |                          |                          |  |  |                          |                          |
|  | 27 juin - Cordoba       |                        | Ghana     | 2 |                            |                            |  |  |                          |                          |  |  |                          |                          |
|  |                         | Brésil                 | 1         |   |                            |                            |  |  |                          |                          |  |  |                          |                          |
|  | Brésil                  | Brésil                 | 1         | 4 |                            |                            |  |  |                          |                          |  |  |                          |                          |
|  | Brésil                  | 1er juillet - Rosario  |           | 4 |                            |                            |  |  |                          |                          |  |  |                          |                          |
|  | Australie               | 0                      |           |   |                            |                            |  |  |                          |                          |  |  |                          |                          |
|  | Australie               | 0                      | Ghana     | 2 |                            |                            |  |  |                          |                          |  |  |                          |                          |
|  | 27 juin - Buenos Aires  |                        | Ghana     | 2 |                            |                            |  |  |                          |                          |  |  |                          |                          |
|  |                         | Égypte                 | 0         |   |                            |                            |  |  |                          |                          |  |  |                          |                          |
|  | Égypte                  | Égypte                 | 0         | 2 |                            |                            |  |  |                          |                          |  |  |                          |                          |
|  | Égypte                  |                        |           | 2 |                            |                            |  |  |                          |                          |  |  |                          |                          |
|  | États-Unis              | 0                      |           |   |                            |                            |  |  |                          |                          |  |  |                          |                          |
|  | États-Unis              | 0                      | Égypte    | 2 |                            |                            |  |  |                          |                          |  |  |                          |                          |
|  | 28 juin - Rosario       |                        | Égypte    | 2 |                            |                            |  |  |                          |                          |  |  |                          |                          |
|  |                         | Pays-Bas               | 1         |   |                            |                            |  |  |                          |                          |  |  |                          |                          |
|  | Pays-Bas                | Pays-Bas               | 1         | 2 |                            |                            |  |  |                          |                          |  |  |                          |                          |
|  | Pays-Bas                |                        |           | 2 |                            |                            |  |  |                          |                          |  |  |                          |                          |
|  | Angola                  | 0                      |           |   |                            |                            |  |  |                          |                          |  |  |                          |                          |
|  | Angola                  | 0                      |           |   |                            |                            |  |  |                          |                          |  |  |                          |                          |

### Huitièmes de finale
| 27 juin 2001 | États-Unis | 0 - 2 | Égypte                          | Estadio José Amalfitani, Buenos Aires            |                                                  |
| 14:00        |            |       | Riad 76e (pen.) · El Yamani 88e | Spectateurs : 10 000 Arbitrage : Sorin Corpodean | Spectateurs : 10 000 Arbitrage : Sorin Corpodean |
| 14:00        | (Rapport)  |       |                                 | Spectateurs : 10 000 Arbitrage : Sorin Corpodean | Spectateurs : 10 000 Arbitrage : Sorin Corpodean |

| 27 juin 2001 | Argentine                    | 2 - 1 | Chine     | Estadio José Amalfitani, Buenos Aires           |                                                 |
| 17:00        | Rodríguez 4e · Domínguez 79e |       | Qu Bo 55e | Spectateurs : 32 000 Arbitrage : Thomas McCurry | Spectateurs : 32 000 Arbitrage : Thomas McCurry |
| 17:00        | (Rapport)                    |       |           | Spectateurs : 32 000 Arbitrage : Thomas McCurry | Spectateurs : 32 000 Arbitrage : Thomas McCurry |

| 27 juin 2001 | France                              | 3 - 2 | Allemagne                | Estadio Olímpico Chateau Carreras, Cordoba  |                                             |
| 14:00        | Cissé 34e (pen.), 90+3e · Mendy 41e |       | Auer 19e · Burkhardt 78e | Spectateurs : 35 000 Arbitrage : Guido Aros | Spectateurs : 35 000 Arbitrage : Guido Aros |
| 14:00        | (Rapport)                           |       |                          | Spectateurs : 35 000 Arbitrage : Guido Aros | Spectateurs : 35 000 Arbitrage : Guido Aros |

| 27 juin 2001 | Brésil                                          | 4 - 0 | Australie | Estadio Olímpico Chateau Carreras, Cordoba    |                                               |
| 17:00        | Adriano 27e, 66e · Kaká 53e · Eduardo Costa 74e |       |           | Spectateurs : 7 895 Arbitrage : Toru Kamikawa | Spectateurs : 7 895 Arbitrage : Toru Kamikawa |
| 17:00        | (Rapport)                                       |       |           | Spectateurs : 7 895 Arbitrage : Toru Kamikawa | Spectateurs : 7 895 Arbitrage : Toru Kamikawa |

| 28 juin 2001 | Ukraine    | 1 - 2 | Paraguay                   | Estadio Malvinas Argentinas, Mendoza        |                                             |
| 14:00        | Byelik 90e |       | Benitez 19e · Gonzalez 43e | Spectateurs : 9 000 Arbitrage : José Pineda | Spectateurs : 9 000 Arbitrage : José Pineda |
| 14:00        | (Rapport)  |       |                            | Spectateurs : 9 000 Arbitrage : José Pineda | Spectateurs : 9 000 Arbitrage : José Pineda |

| 28 juin 2001 | Angola    | 0 - 2 | Pays-Bas                     | Estadio Newell's Old Boys, Rosario             |                                                |
| 16:45        |           |       | Mustapha 52e · Huntelaar 86e | Spectateurs : 5 000 Arbitrage : Shamsul Maidin | Spectateurs : 5 000 Arbitrage : Shamsul Maidin |
| 16:45        | (Rapport) |       |                              | Spectateurs : 5 000 Arbitrage : Shamsul Maidin | Spectateurs : 5 000 Arbitrage : Shamsul Maidin |

| 28 juin 2001 | Costa Rica | 1 - 2 | Tchéquie            | Estadio Padre Ernesto Martearena, Salta             |                                                     |
| 14:00        | Scott 24e  |       | Musil 21e · Jun 71e | Spectateurs : 13 000 Arbitrage : Hailemelak Tessema | Spectateurs : 13 000 Arbitrage : Hailemelak Tessema |
| 14:00        | (Rapport)  |       |                     | Spectateurs : 13 000 Arbitrage : Hailemelak Tessema | Spectateurs : 13 000 Arbitrage : Hailemelak Tessema |

| 28 juin 2001 | Ghana      | 1 - 0 | Équateur | Stade José Maria Minella, Mar del Plata       |                                               |
| 16:45        | Mensah 37e |       |          | Spectateurs : 11 000 Arbitrage : Orhan Edemir | Spectateurs : 11 000 Arbitrage : Orhan Edemir |
| 16:45        | (Rapport)  |       |          | Spectateurs : 11 000 Arbitrage : Orhan Edemir | Spectateurs : 11 000 Arbitrage : Orhan Edemir |

### Quarts de finale
| 1er juillet 2001 | Argentine                     | 3 - 1 | France    | Estadio José Amalfitani, Buenos Aires        |                                              |
| 14:00            | Saviola 5e, 45+1e (pen.), 83e |       | Mexès 44e | Spectateurs : 32 000 Arbitrage : Terje Hauge | Spectateurs : 32 000 Arbitrage : Terje Hauge |
| 14:00            | (Rapport)                     |       |           | Spectateurs : 32 000 Arbitrage : Terje Hauge | Spectateurs : 32 000 Arbitrage : Terje Hauge |

| 1er juillet 2001 | Ghana                          | 2 - 1 | Brésil      | Estadio Olímpico Chateau Carreras, Cordoba              |                                                         |
| 16:45            | Abdul Razak 80e · Mensah 90+3e |       | Adriano 44e | Spectateurs : 11 000 Arbitrage : Manuel Mejuto Gonzalez | Spectateurs : 11 000 Arbitrage : Manuel Mejuto Gonzalez |
| 16:45            | (Rapport)                      |       |             | Spectateurs : 11 000 Arbitrage : Manuel Mejuto Gonzalez | Spectateurs : 11 000 Arbitrage : Manuel Mejuto Gonzalez |

| 1er juillet 2001 | Tchéquie  | 0 - 1 | Paraguay    | Estadio Malvinas Argentinas, Mendoza         |                                              |
| 14:00            |           |       | Salcedo 31e | Spectateurs : 6 000 Arbitrage : Coffi Codjia | Spectateurs : 6 000 Arbitrage : Coffi Codjia |
| 14:00            | (Rapport) |       |             | Spectateurs : 6 000 Arbitrage : Coffi Codjia | Spectateurs : 6 000 Arbitrage : Coffi Codjia |

| 1er juillet 2001 | Pays-Bas          | 1 - 2 | Égypte                   | Estadio Newell's Old Boys, Rosario             |                                                |
| 16:45            | van der Vaart 33e |       | Amin 47e · El Yamani 65e | Spectateurs : 6 500 Arbitrage : Claudio Martin | Spectateurs : 6 500 Arbitrage : Claudio Martin |
| 16:45            | (Rapport)         |       |                          | Spectateurs : 6 500 Arbitrage : Claudio Martin | Spectateurs : 6 500 Arbitrage : Claudio Martin |

### Demi-finales
| 4 juillet 2001 | Égypte    | 0 - 2 | Ghana                            | Estadio Olímpico Chateau Carreras, Cordoba   |                                              |
| 14:00          |           |       | Inusah 83e · El Atrawy 88e (csc) | Spectateurs : 10 000 Arbitrage : Mark Shield | Spectateurs : 10 000 Arbitrage : Mark Shield |
| 14:00          | (Rapport) |       |                                  | Spectateurs : 10 000 Arbitrage : Mark Shield | Spectateurs : 10 000 Arbitrage : Mark Shield |

| 4 juillet 2001 | Argentine                                                         | 5 - 0 | Paraguay | Estadio José Amalfitani, Buenos Aires                     |                                                           |
| 16:45          | Saviola 18e, 24e · Romagnoli 41e · D'Alessandro 52e · Herrera 70e |       |          | Spectateurs : 32 000 Arbitrage : Wilson de Souza Mendonça | Spectateurs : 32 000 Arbitrage : Wilson de Souza Mendonça |
| 16:45          | (Rapport)                                                         |       |          | Spectateurs : 32 000 Arbitrage : Wilson de Souza Mendonça | Spectateurs : 32 000 Arbitrage : Wilson de Souza Mendonça |

### Match pour la3eplace
| 8 juillet 2001 | Paraguay  | 0 - 1 | Égypte        | Estadio José Amalfitani, Buenos Aires          |                                                |
| 13:00          |           |       | El Yamani 64e | Spectateurs : 10 000 Arbitrage : Toru Kamikawa | Spectateurs : 10 000 Arbitrage : Toru Kamikawa |
| 13:00          | (Rapport) |       |               | Spectateurs : 10 000 Arbitrage : Toru Kamikawa | Spectateurs : 10 000 Arbitrage : Toru Kamikawa |

### Finale
| 8 juillet 2001 | Argentine                                | 3 - 0 | Ghana | Estadio José Amalfitani, Buenos Aires                   |                                                         |
| 15:45          | Colotto 6e · Saviola 14e · Rodríguez 73e |       |       | Spectateurs : 32 000 Arbitrage : Manuel Mejuto Gonzalez | Spectateurs : 32 000 Arbitrage : Manuel Mejuto Gonzalez |
| 15:45          | (Rapport)                                |       |       | Spectateurs : 32 000 Arbitrage : Manuel Mejuto Gonzalez | Spectateurs : 32 000 Arbitrage : Manuel Mejuto Gonzalez |

| Coupe du monde de football des moins de 20 ans 2001 Argentine Quatrième titre |

## Récompenses
| Ballon d'or       | Ballon d'argent     | Ballon de bronze  |
| ----------------- | ------------------- | ----------------- |
| Javier Saviola    | Andres D'Alessandro | Djibril Cissé     |
| Soulier d'or      | Soulier d'argent    | Soulier de bronze |
| Javier Saviola    | Adriano             | Djibril Cissé     |
| 11 buts           | 6 buts              | 6 buts            |
| Prix du fair-play |                     |                   |
| Argentine         |                     |                   |